# Étienne de Crécy
Pour les articles homonymes, voir Crécy.
Étienne de Crécy, né à Lyon le 25 février 1969, est un DJ et producteur français de musique électronique et de trip hop. Il est considéré comme un membre important du mouvement French touch.

## Jeunesse
Étienne de Crécy est né à Lyon d'un père ingénieur commercial pour les ascenseurs Schindler et d'une mère bibliothécaire au lycée Sainte-Geneviève à Versailles. Il a une sœur, Béatrice, directrice artistique et trois frères, Nicolas, dessinateur de bandes dessinées, Geoffroy, graphiste, et Hervé, réalisateur.
Après quelques années à Dijon, puis dans la banlieue de Marseille, il part vivre à Versailles avec sa famille au milieu des années 1980. Il dira de ce changement brutal : « Je venais d'une ville où les mecs se font la bise, et je suis arrivé à Versailles où l'on serre la main des filles… »

## Musique
À Versailles, il fait partie du groupe Louba (avec Mr Learn et Pierre-Michel Levallois), formé avec ses camarades du lycée Jules-Ferry (où l'on retrouve à la même époque Alex Gopher et le futur duo du groupe Air).
Passionné de musique, il devient ingénieur du son au studio parisien + XXX (Plus Trente).
Lors d'un enregistrement avec Niagara, il rencontre Philippe Zdar (futur Cassius) qui travaille avec MC Solaar dans un studio voisin. Ensemble, ils découvrent les raves et la musique techno au début des années 1990. Après plusieurs maxis, ils enregistrent, en 1995, le disque Pansoul sous le nom de Motorbass. Ce disque est considéré comme l'un des éléments fondateurs de la French touch.
Étienne, de son côté, a créé le label Solid avec Pierre-Michel Levallois et Alex Gopher en 1995. Il sort, en 1996, une compilation Super Discount regroupant des morceaux enregistrés par des amis (Alex Gopher, Air, Mr Learn…) et par lui-même sous différent pseudos (La Chatte rouge (avec Philippe Zdar), Minos pour la Main Basse (sur la Ville) ou Mooloodjee). Il s'agit d'un album-concept dans la mesure où le titre barre toute la pochette sur un fond jaune avec une police rappelant celle des soldes des grands magasins. Les titres des morceaux relèvent de la même thématique (Tout doit disparaître, Prix Choc) et les maxis tirés du disque poursuivent cette logique en étant nommés d'après différentes devises ($, £).
Étienne de Crécy le dira : « Super Discount a d'abord été un plan marketing, un plan de sortie. On avait dit : on va faire quatre maxis qui s'assembleront comme un puzzle. Il n'était pas encore question de musique à ce moment-là. » Mais la musique suit et le disque reçoit de bonnes critiques de la part des magazines spécialisés comme Mixmag : « Tous les morceaux de cet album sont absolument sublimes... C'est simple, il n'y a pas un morceau à enlever. ». Le disque s'est vendu à 200 000 exemplaires dans le monde.
En 2000, il sort Tempovision, son véritable premier album. Ce disque est relativement « down tempo » par rapport aux précédents disques. Les clips des singles issus du disque sont réalisés par son frère, Geoffroy de Crécy. Ce sont des films d'animation en 3D, avec des personnages récurrents.
Quatre ans plus tard, il revient avec Super Discount 2. Mais si les pochettes sont similaires, le fond jaune est devenu rose et, cette fois-ci, c'est Internet qui est à l'honneur pour le thème du disque. Les morceaux ont des noms de logiciels de P2P : Soulseek, Bittorent, etc.
Le vendredi 12 juin 2009, il mixe dans son cube sur le lac d'Enghien-les-Bains à l'occasion des Bains Numériques, festival de création numérique.
En juin 2010, Étienne de Crécy signe avec le label Dim Mak Records, dirigé par Steve Aoki.
Pour Noël 2011, il a offert le titre All Right en téléchargement gratuit comme cadeau à ses fans.
Le 23 avril 2012, il sort sur le label Pixadelic une compilation rétrospective, My Contribution to the Global Warming, reprenant les titres qu'il a produits depuis 1992.
En 2014, Étienne de Crécy est programmé au festival Rock en Seine et y présente Super Discount 3 Live qui préfigure la sortie de son dernier opus homonyme en janvier 2015.
Le 16 janvier 2015, le 3e volet de Super Discount fait son retour avec une pochette verte. Super Discount 3 est perçu par son auteur comme la « synthèse » des deux précédents volets : « le côté funky du 1 mélangé avec le côté électronique froid du 2. ». L'album repose sur de nombreux featuring avec notamment Kilo Kish, Pos & Dave (De la Soul), la chanteuse Madeline Follin (Cults), Baxter Dury, ou encore Tom Burke du groupe anglais Citizens!.
Le clip du premier single Hashtag My Ass permet de synchroniser son compte Instagram à la vidéo afin d'y ajouter ses photos aux pochettes de vinyles.
Le 13 avril 2019, le pionnier de la house « made in France » présente, à la Philharmonie de Paris, son nouveau dispositif live, Space Echo.
Conçu avec le designer lumière Alexandre Lebrun, de l’agence LightLab, le dispositif doit entourer le musicien et ses machines de quatre panneaux d’écrans LED, d’apparence transparents, capables de pivoter pour former autour de lui des formes offrant d’étonnantes perspectives et effets de reliefs aux vidéos qui y seront intégrées. « Il ne s’agit pas d’un moyen d’illustrer la musique, précise Étienne de Crécy. Au contraire, j’ai remixé une sélection de mes titres les plus écoutés, pour qu’ils s’adaptent à ce nouvel outil visuel. »
Le 29 mai 2021, à la suite de l'épidémie de Covid-19 et après plus d'un an sans concert en France, il fait la première partie du concert-test d'Indochine devant 5000 personnes.

## Discographie

### Maxis et singles
- 1996 : Super Discount - ¥
- 1996 : Super Discount - F
- 1996 : Super Discount - $
- 1996 : Super Discount - £
- 2000 : Am I Wrong
- 2000 : 3 Day Week-End
- 2001 : Scratched
- 2001 : Tempovision
- 2004 : Super Discount 2 - ¥
- 2004 : Super Discount 2 - €
- 2004 : Super Discount 2 - $
- 2004 : Super Discount 2 - £
- 2005 : Fast Track (Vocal Mix)
- 2006 : Commercial E.P.1
- 2007 : Commercial E.P.2
- 2007 : Live On Neptune
- 2010 : Welcome EP
- 2010 : Hope EP
- 2010 : Binary EP
- 2010 : No Brain EP
- 2011 : All Right
- 2013 : Beatcrush
- 2013 : We computer
- 2013 : Here we go
- 2013 : Age of access

- 2013 : Big data

- 2015 : New Wave (with Jason Glasser)
- 2017 : AFTER EP#1[13]
- 2017 : AFTER EP#2[14]
- 2017 : AFTER EP#3[15]
- 2018 : AFTER EP#4[16]

## Distinctions
- Chevalier de l'ordre des Arts et des Lettres (2025)